# 楚克人
楚克人（英語：Chuukese people），主要分布於密克羅尼西亞聯邦楚克州，有些則居住於在波納佩島。

## 民族分佈、人口與語言

### 人口
住在關島的楚克人約為13000人，在密克羅尼西亞聯邦約有32000人，
而在根據2010年的人口普查顯示，太平洋島中楚克人在美國是2000年代的前十年裡成長速度最快的，當2000年約700人口，而到2010年時已增加到4000多人。，總人口約為51000人。

### 地理分布

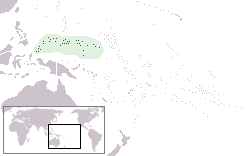
加羅林群島地圖

楚克州位於密克羅尼西亞加羅林群島。位於北緯7度7分到7度14分，東經151度22分到152度4分之間。它和周圍環礁形成密克羅尼西亞聯邦，是美國在太平洋島嶼託管領土的四個國家之一。面積127 km²，人口53,595，為密克羅尼西亞聯邦人口最多的州。

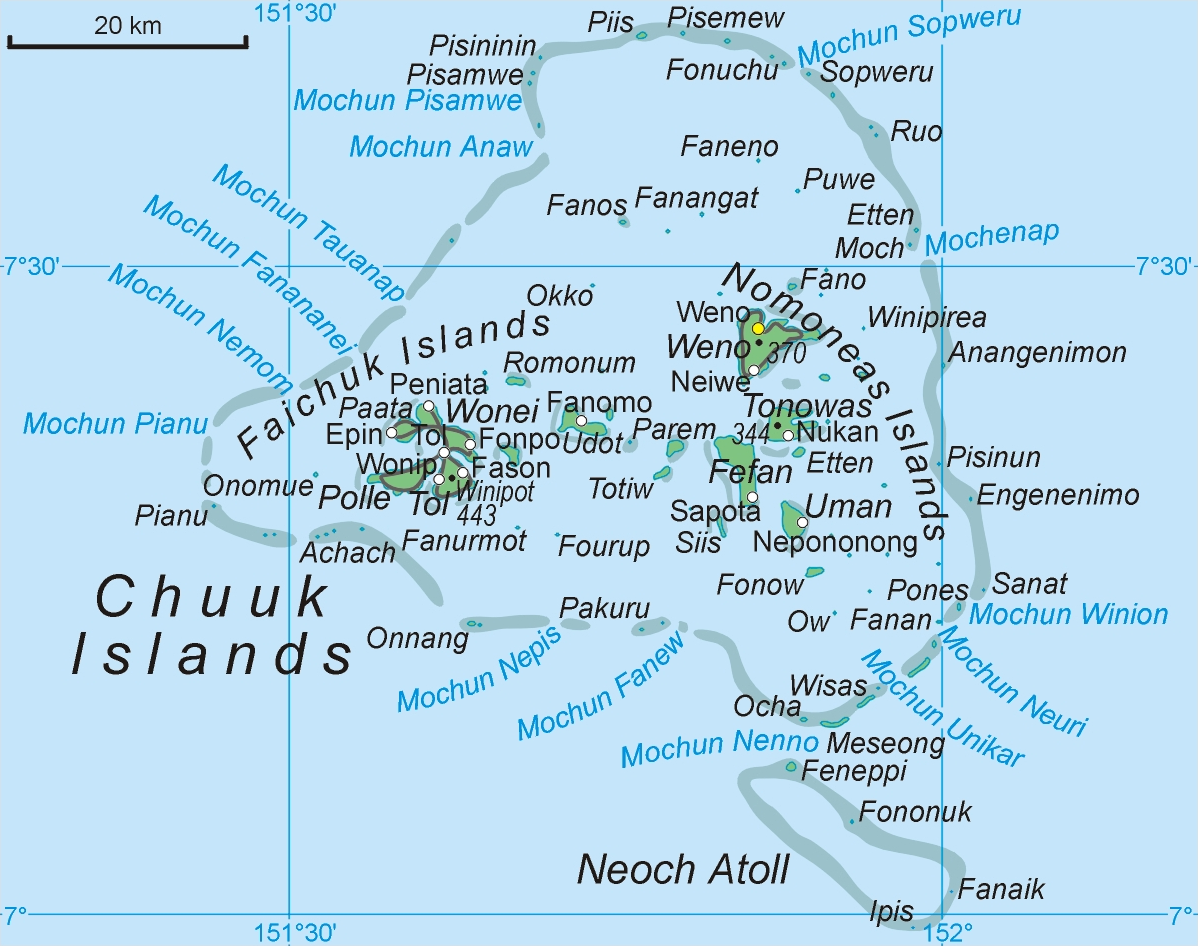
楚克群岛地图

在楚克語中，楚克意為「山」

### 語言
楚克語(</tʃuːˈkiːz/>、亦稱:特拉其語(Trukese</trʌˈkiːz/>))，是大洋洲密克羅尼西亞語的其中之一，主要被使用於密克羅尼西亞群島中的加羅林群島裡的楚克州群島。在澎貝島和關島也有此語言的使用者。估計在密克羅尼西亞聯邦大約有45900人使用。總使用人口約為 97,630人。
楚克語允許詞首形成長輔音的不同尋常之特點。西密克羅尼西亞語族的共同祖先被認為是擁有這個語音特色，但大多數現代後裔已經失去了這個語音特徵。
特拉其(Truk)和楚克(Chuuk)二詞在正字法上有所差異：舊有的(tr)音及目前的(ch)音寫為語音(tʂ)。
楚克語的語言系屬分類為
- 南島語系（Austronesian）
  - 馬來-玻里尼西亞語族（Malayo-Polynesian）
    - 大洋洲語族（Oceanic languages）
      - 密克羅尼西亞語（Micronesian）    
        - 核心密克羅尼西亞語
          - Chuukic-Pohnpeic
            - 楚克語族
              - 楚克語(Chuukese language)

## 地理環境
楚克氣候主要分為乾濕兩季，乾季由十一月至六月受東北信風影響而濕季受來自南部和西南部微風影響。楚克由複雜的環礁組成，由一圈暗礁和大約40個珊瑚礁小島圍成一個直徑48到64公里的潟湖，總土地面積約86平方公里。

## 歷史沿革
楚克最早在1565年，由西班牙人Alonso de Arellano發現後所記載，然而，當時的資訊並無法足夠地評估楚克人。直到250年之後，也就是十九世紀初有數量可觀的不同國籍船隻進入後才開始被記錄。在過程中常發生外國人和本地人之間的衝突，以英國人Andrew Cheyne為例，他遭到猛烈砲火攻擊，發生幾件慘案，使外界廣泛流傳楚克人奸詐及危險的形象。
日本於第一次世界大戰爆發時進入本區，在於1919年經國際聯盟授權，獲得託管控制權，又於1922年成立南洋廳。當時楚克的殖民地經濟以漁業、商業性農業和小型工業為主。其後日本在對美戰爭建立許多主要基地，楚克便為其中之一。從1939年11月起成為大日本帝國海軍第四艦隊的基地，被美國視為第二次世界大戰期間實力僅次於珍珠港的海軍基地。在1945年9月戰爭結束之前，超過三萬七千個日本人於此居住和工作，支配著約九千個楚克人。

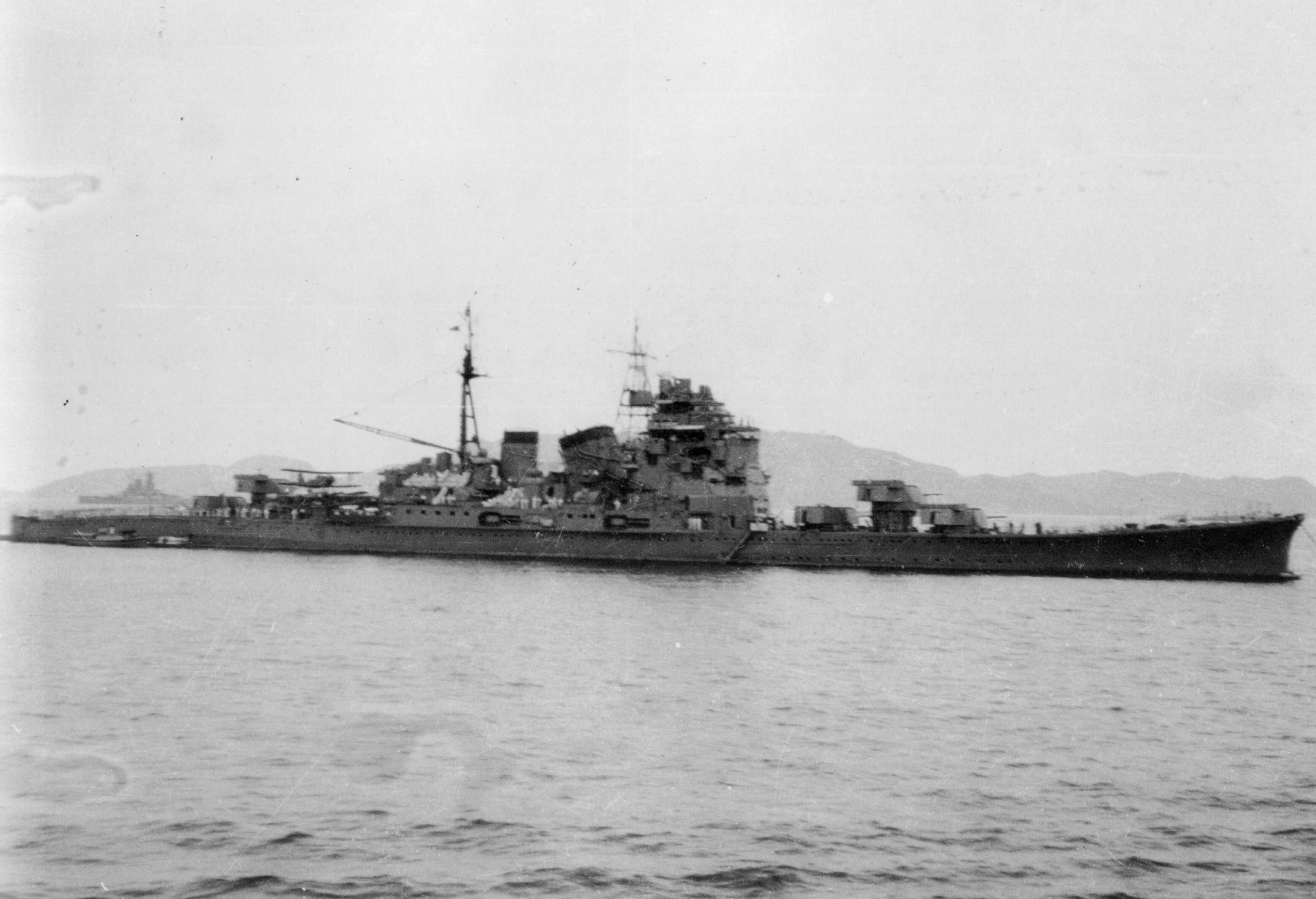
1942年停靠於楚克島的日本軍艦

## 社會、家庭與婚姻

### 家庭
在楚克人的社會裡，有兩種被關於兩性直接的表達方式。一種為帶軍事性的「婚姻親屬」，而另一種則是被本地人視為較能滿足兩性關係的私下協議的戀人關係。上述兩個關係有著各自的功能，在社會心理調整到衝突和楚克文化所固有的情緒壓力的機制皆有密切的關係。而在社會中，生育、撫養孩子和母親的角色，是女性在楚克社會
唯一可接受的作用。孩子被擴大父系家庭的所有成員照顧，並在斷奶後往往由親戚領養。而母親培養與孩子間的親密關係
則是為了確保在晚年時能得到孩子的照顧。

### 婚姻
傳統上實行一夫多妻制，但一夫一妻制在19世紀中葉基督教來到之後便成為常態。許多地方婚姻產生於與未來配偶之家屬間的安排。婚姻具、家庭聯盟、集中土地，財富、地位之功能。社會中偏好交表婚。氏族外婚制仍然是一個非常重要的結婚要求。大多數婚姻在基督教教堂的主持下進行。正式結婚通常涉及禮品及饗宴的交流，並可能涉及家庭之間土地的轉移。離婚可以由配偶任何一方提出，但在有孩子的情形下不常發生。

### 社會
在孩童社會化的初期便被灌輸文化價值和社會期望。孩子們被教導要合作，大方，共享和尊重。家庭成員和整個社會以羞辱和嘲諷的形式教導紀律，但體罰是父母的特權。兒童教育包括正規教育和非正式的與性別有關的知識和技術。在過去，知識和技能的傳播在為家庭教育重要的一環。如今，正規教育是強制性的。

## 產業與生活
經濟受到工業部門的貧困狀態影響，在整個國家只有兩個的小服裝廠。

### 經濟生活
漁業:該國的專屬經濟區（EEZ）含有250萬平方英里（6500000平方公里）海洋和廣大的鮪魚群。到目前為止，當地的漁業公司和合資企業取得了有限的成功，但出售捕魚許可證和專屬經濟區訪問權限的佔全國國內稅收的一半以上。
觀光業:每年吸引2萬多人次旅遊，但入住率在平均只有30％。由於缺乏基礎設、施酒店設施不足和有限的航空運輸，阻礙龐大的旅遊市場之發展。
貿易:進口依存度在高，貿易收支赤字相當於國內生產總值（GDP）的約60％。出口比例較小，平均約佔國內生產總值的5％。
農業:多為利基農產品，包括美味胡椒，sakau（卡瓦），檳榔，和柑橘類水果，出口數量有限。椰幹（乾椰肉），曾經為該地區的主要出口品，由於價格下跌和市場競爭，現在為有限的生產供應。海洋產品佔全國商品出口市場的大約80％，例如鮪魚為主要出口品，被運往日本，關島，台灣，韓國和美國。

## 信仰與習俗
幾乎所有的楚克人名義上是基督徒，雖然其中保留許多傳統的宗教元素（例如對“鬼”具強烈的信仰以及對祖靈的崇敬。）90%以上的楚克人認為自己是天主教徒或新教徒。
傳教開始於19世紀中葉。在基督教到來前，主要信仰祖靈，神靈的萬神殿，和存在於土、海、空裡的眾多善和惡的靈魂。在島嶼社會中，依靠各種宗教專家進行自然和超自然世界之間的調解。這些人負責不同的任務，包括占卜，治療，導航，天氣控制，並帶來吉祥的事件，例如在戰鬥中獲勝以及作物豐收。
雖然基督教已經很大程度上取代信仰萬物有靈的傳統系統，但基督教前的信仰體系仍參雜其中。許多楚克人仍然相信死者祖先具有力量來影響事件和靈魂附體的存在。如今，人口中大約一半是天主教徒，一半屬於新教各教派。
國家法定節假日包括元旦（ 1月1日） ，行憲紀念日（ 5月10日） ，聯合國日（ 10月24日） ，國慶節（ 11月3日） 。聖誕節（ 12月25日）也被國家承認。除了這些聯邦假日，每一個州和市政當局都有自己的慶祝活動。其中最常見的有日期慶祝國家和市政憲法的簽署，以及解放日（ 9月11日） ，是為了紀念在二戰中美國戰勝日本。

## 藝術與文學

### 文學
口頭文學中在密克羅尼西亞社會藝術中占有特殊的地位。許多對歷史理解的故事藉由口述傳承於世代間，包含專業知識和社會習俗。除了國外學者的作品外，一些當地人也記錄了土著的歷史，神話和民間傳說。此外，也常有本土作家及詩人出版作品。

### 印藝
許多生產土著版畫藝術所需要的技能已經遺失。例如獨木舟的雕刻，曾經為高度發展和高價值的藝術形式。如今近乎被偏好玻璃纖維構成之汽艇支年輕男性所遺忘。西方模版已經很大程度上取代本土建築細節和設計。紋身被遺棄作為後接觸時代的藝術表現形式。許多更縝密的紡織品不再生產，但女種類繁多的編織品仍然在女性間流行。現今生產雕刻精美的木製工藝品，主要是出售給遊客。

### 表演藝術
無論音樂和舞蹈都是當地非常重要的表達模式，往往成為傳遞島民身份和紀念歷史。音樂表現形式各不相同，從前基督教前期的聖歌到雷鬼，嘻哈和流行音樂。由教堂唱詩班在四個部和聲唱聖歌合唱團常在一般或和教會有關的活動中演出。本土聖歌和歌曲具有複雜的節奏，和諧，隱喻語言與各種舞蹈動作結合往往在公眾慶祝活動為受青睞的表達文化聯繫方式。

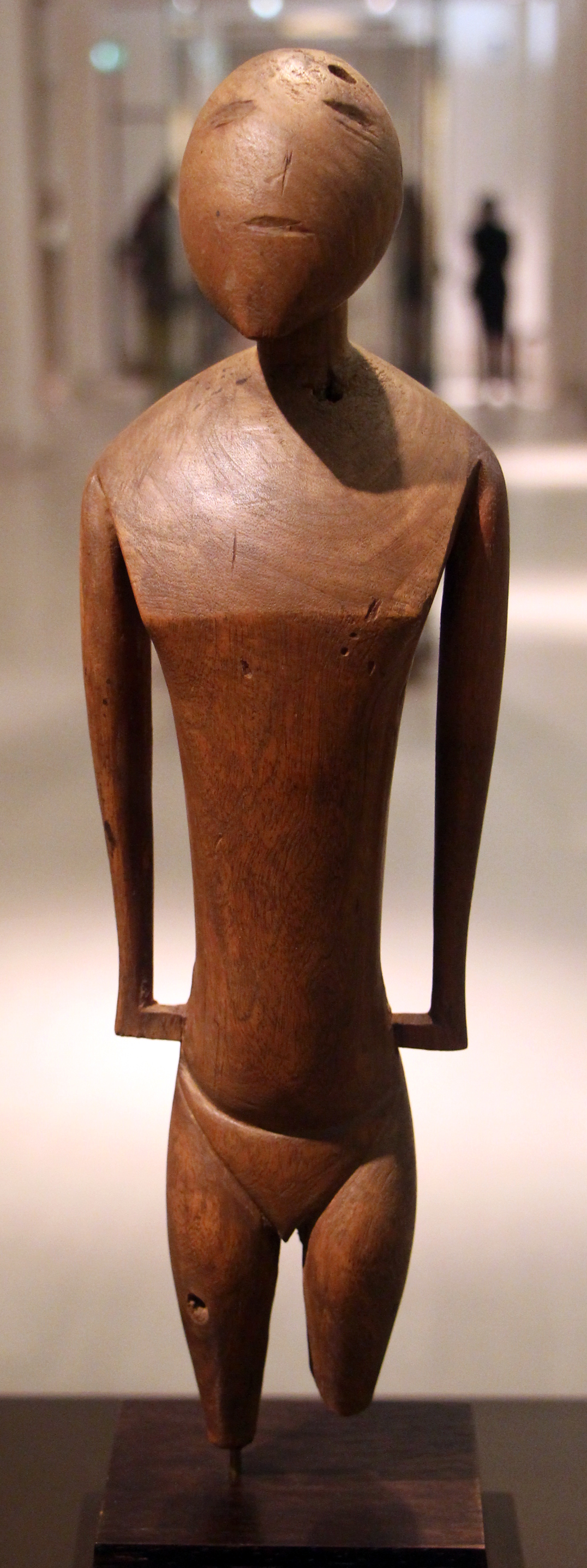
羅浮宮內的大洋洲藝術品

## 現況
密克羅尼西亞聯邦（簡稱密國或FSM）係由分布於西太平洋之607個島嶼所組成，東西綿延長達2,500公里。屬熱帶海洋性氣候，年平均溫攝氏27度。1979年經由公投POHNPEI (波納佩)、CHUUK (楚克)、KOSRAE (科斯雷)與YAP(雅浦)四島州組成聯邦，密國正式成為主權國家，首都Palikir (帕里基爾)位於波納佩島。1986年密國與美簽定「自由邦協定」（COMPACT OF FREE ASSOCIATION），涉外事務及國防須與美國諮商。密國為聯邦共和國，政體仿美國為三權分立之總統制。

## 外部連結
- Chuukese Wordlist at the Austronesian Basic Vocabulary Database (Archive)
- Howard, Jocelyne. "CHUUKESE TRANSLATIONS." ( （页面存档备份，存于）) University of Hawaii.